# Église Saint-Jean-Baptiste de Chevenoz
L'église Saint-Jean-Baptiste est une église catholique française, située dans le département de la Haute-Savoie, dans la commune de Chevenoz.

## Historique
L'édifice est cité en 1411 lors de la visite pastorale de l'évêque de Genève, Jean V de Bertrand. Elle se trouve sur hameau du Plan. L'église est dédiée à Jean le Baptiste. Elle menace de tomber en ruine.
En raison d'insalubrité et d'exiguïté, il a été décidé en 1888 de construire une nouvelle église sur un autre emplacement. En 1893, la construction de l'église actuelle débute, les plans sont d'Eugène Denarie architecte d'Annecy, et l'entrepreneur est Jean Visconti. En 1894 l'église est achevée et consacrée en 1897.
En 1931, l'intérieur de l'édifice est restauré par Paul Eletto. De même une nouvelle restauration est faite en 1997.

## Pèlerinage
Le site est un lieu de pèlerinage, attesté déjà au XIVe siècle. Il a lieu le 24 juin, date de la nativité de saint Jean-Baptiste, patron de la paroisse. Il semblerait que l'église possédait des reliques du saint, cela semble plutôt hypothétique selon Arnold van Gennep.

## Sources et références
1. 1 2  Dossier d'inventaire topographique 1993.
2. ↑  Roger Devos et Charles Joisten, Mœurs et coutumes de la Savoie du Nord au XIXe siècle : l'enquête de Mgr. Rendu, vol. 87 à 88, Académie salésienne, coll. « Mémoires et documents », 1978, 502 p. (ISBN 978-2-9011-0201-4), p. 52, 294.
3. ↑  Arnold van Gennep, La Savoie : vie quotidienne, fêtes profanes & religieuses, contes & légendes populaires, architecture & mobilier traditionnels, art populaire, 1991 (réimpr. Curandera), 653 p., p. 249.